# 安孫子孝次
安孫子 孝次（あびこ こうじ / たかつぐ、1882年（明治15年）12月16日 - 1973年（昭和48年）3月26日）は、日本の農学者、教育者、政治家。衆議院議員、北海道札幌郡琴似町長。

## 経歴
北海道札幌郡琴似村屯田兵村（現札幌市西区琴似）で旧会津藩士・屯田兵、安孫子倫彦の長男として生まれる。農作業の経験から、寒冷地農業の確立の志を持つようになる。北海道庁立札幌中学校を経て札幌農学校に入学。同校が改称した東北帝国大学農学部を1908年に卒業した。
卒業後、北海道庁地方農事試験場技手として採用され、北見分場長に就任。1910年、北海道庁技師・北海道農事試験場渡島支場長に就任。1927年、北海道農事試験場長となる。
北海道の地域別に適切な作物の選定を行い、イネ、コムギ、ジャガイモなどの品種改良、育種、栽培の研究を進めた。また、試験場に農業練習生制度を創設し、農家の子弟の訓練、育成を行い、また実地に農家の指導を行った。
1942年4月の第21回衆議院議員総選挙で翼賛政治体制協議会の推薦を受け北海道第一区から出馬して当選し、衆議院議員を一期務めた。そのため、戦後に公職追放を受けた。
その他、北海道農会長、農地開発営団評議員、北海道教育委員会委員長、琴似町長、北星学園園長・北星学園女子短期大学学長などを務めた。
1916年、高倉徳太郎より受洗しキリスト教徒となり、札幌琴似教会の創設と発展に中心的な役割を果たした。

## 受章歴
- 1963年 札幌市政功労者[3]
- 1968年 札幌開拓功労者、北海道文化賞[3]
- 1970年 北海道開発功労賞[3]

## 著作
- 小森健治共著『北方農業の経営』北方文化出版社、1942年。